# Tabernákulum

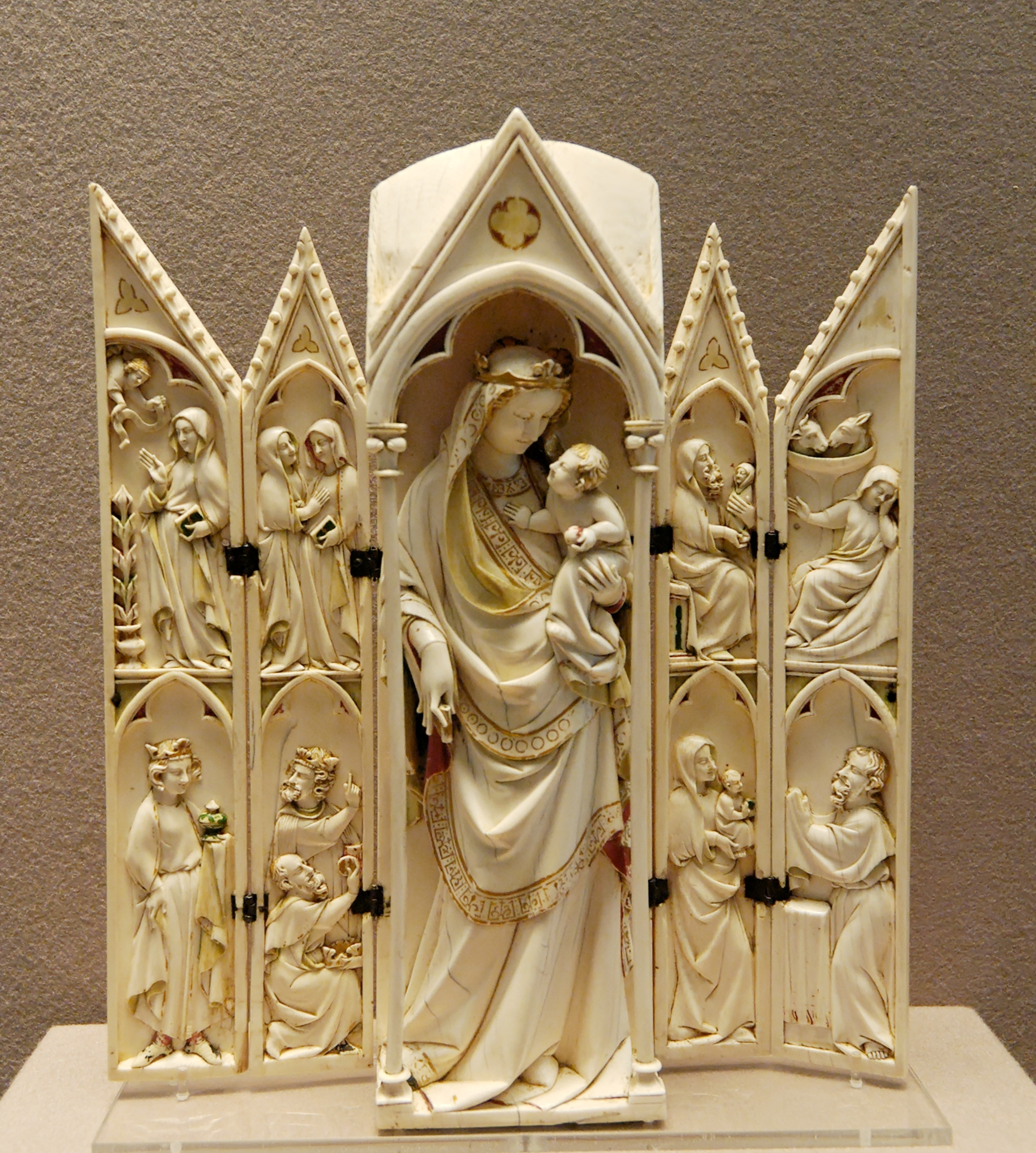
Elefántcsont tabernákulum a Louvre gyűjteményéből

A tabernákulum (oltárszekrény, szentségház) fő jelentése magyar nyelvterületen az oltáriszentség őrzésére szolgáló és a római katolikus templomokban rendszerint az oltár közepére állított szekrény. A Bibliában, az ókori zsidóknál, Salamon temploma előtt a szent sátor megnevezése. 

## Etimológiája
A szó a latin tabernaculum (kis hajlék) fonetikus átirata, nyelvtanilag a taberna kicsinyített alakja.

## A katolikus egyházban
A katolikus templomokban az oltáriszentség helye. Ebbéli minőségében 12. században kezdte felváltani a falfülke jellegű pasztofóriumot. Használata a negyedik lateráni zsinat (1215) után vált általánossá. Helye a második vatikáni zsinat (1962–65) előtt a székesegyházakban külön szentségi kápolnában volt, másutt a főoltáron.
Hagyományosan úgy helyezték el, hogy a figyelem rá irányuljon. Állandóan kis lámpa ég mellette, illetve előtte figyelmeztetőül; ez az ún. örökmécs (öröklámpa) Krisztus jelenlétére figyelmeztet. Amikor a hívek a templomba lépve térdet hajtanak, ezzel a tabernákulumban jelenlévő Krisztust köszöntik.
A 20. században több templomban is kiszorult eredeti helyéről: a szentély központjába a miséző pap székét állították, a tabernákulum pedig a fal mellé került.

## Kialakulása, fejlődése

### A római katolikus rítusban
A középkorig csak betegek számára őrizték, ezért kicsi és egyszerű volt. Rendszerint az oltárra állították vagy fölé függesztették; ez utóbbi változat volt az eucharisztikus galamb.
A gótikus templomokban többnyire vagy toronyszerű, vasrácsos, talapzatos kőszekrény, vagy a falba süllyesztett, kővel keretezett, szentségfülke, azaz pasztofórium.
A 14. századtól gyakran az oltár mögötti retablóba építették be.
A tridenti zsinat (1545–1563) után a templom leghangsúlyosabb pontjára, a főapszisban álló oltár menzájának közepére került.
A monstrancia megjelenése gyakran emeletes forgószekrénnyé alakította: alul a cibórium, felül két- vagy háromrészes, forgatható fülkében a monstrancia. A modern oltárokban rendszerint különálló, ötvösmunkákkal díszített fémszekrény. A második vatikáni zsinat óta a tabernákulumot vagy a korábbi főoltáron helyezik el, vagy oldalt.

### A bizánci rítusban
A bizánci rítusú templomokban a szentségház ugyancsak az oltár közepén álló, de torony vagy templom formájú szekrény, amit artoforionnak is neveznek.

## Anyaga, részei
A legutóbbi időkben a különálló fém vagy kő tabernákulum vált gyakorivá. A hatályos jog szerint az oltáriszentséget egy templomban vagy kápolnában egyetlen helyen, egyetlen tabernákulumban kell őrizni. Az elmozdíthatatlan, szilárd és nem átlátszó anyagból készült tabernákulumot a templom vagy kápolna valamely kiváló, látható, ékes és imádásra alkalmas helyén kell elhelyezni. 

## Világi jelentése
Sajátos bútor; a komód egyik változata – középen ajtóval, alul fióksorral, kiemelkedő felső résszel.